# Palmarès du double messieurs des Internationaux de France
Pour un article plus général, voir Internationaux de France de tennis.
Ce tableau présente le palmarès du double messieurs des Internationaux de France depuis la première apparition en 1891 du championnat de France de tennis, précurseur des actuels Internationaux de France de tennis.

## Palmarès
La première édition a lieu sur gazon, les éditions suivantes sont jouées sur terre battue.

| No                                           | Date       | Nom et lieu du tournoi          | Catégorie | Dotation     | Surface      | Vainqueurs                              | Finalistes                           | Score                      |         |
| -------------------------------------------- | ---------- | ------------------------------- | --------- | ------------ | ------------ | --------------------------------------- | ------------------------------------ | -------------------------- | ------- |
| Championnat de France amateurs international |            |                                 |           |              |              |                                         |                                      |                            |         |
| 1                                            | 1891       | Championnat de France, Paris    | G. Chelem | NC $         | Gazon (ext.) | B. Desjoyau T. Legrand                  | Cucheval-Clarigny Boulanger          | NC                         |         |
| 2                                            | 1892       | Championnat de France, Paris    | G. Chelem | NC $         | Terre (ext.) | Diaz-Albertini J. Havet                 | Cucheval-Clarigny Carlos de Candamo  | NC                         |         |
| 3                                            | 1893       | Championnat de France, Paris    | G. Chelem | NC $         | Terre (ext.) | Jean Schopfer J. Goldsmith              | G. Hetley Ortmans                    | 6-4, 4-6, 6-2              |         |
| 4                                            | 1894       | Championnat de France, Paris    | G. Chelem | NC $         | Terre (ext.) | Georges Brosselin J. Lesage             | G. Hetley Robinson                   | 6-4, 2-6, 6-2              |         |
| 5                                            | 1895       | Championnat de France, Paris    | G. Chelem | NC $         | Terre (ext.) | André Vacherot Christian Winzer         | Paul Lebreton Paul Lecaron           | 6-2, 6-1                   |         |
| 6                                            | 1896       | Championnat de France, Paris    | G. Chelem | NC $         | Terre (ext.) | Archibald Warden Wynes                  | André Vacherot Marcel Vacherot       | 6-4, 8-6                   |         |
| 7                                            | 27-06-1897 | Championnat de France, Paris    | G. Chelem | NC $         | Terre (ext.) | Paul Aymé Paul Lebreton                 | Archibald Warden Longchamps          | 6-3, 6-0                   | Tableau |
| 8                                            | 1898       | Championnat de France, Paris    | G. Chelem | NC $         | Terre (ext.) | Marcel Vacherot Xenofón Kásdaglis       |                                      | NC                         | Tableau |
| 9                                            | 1899       | Championnat de France, Paris    | G. Chelem | NC $         | Terre (ext.) | Paul Aymé Paul Lebreton                 |                                      | NC                         | Tableau |
| 10                                           | 1900       | Championnat de France, Paris    | G. Chelem | NC $         | Terre (ext.) | Paul Aymé Paul Lebreton                 |                                      | NC                         | Tableau |
| 11                                           | 1901       | Championnat de France, Paris    | G. Chelem | NC $         | Terre (ext.) | André Vacherot Marcel Vacherot          |                                      | NC                         | Tableau |
| 12                                           | 18-06-1902 | Championnat de France, Paris    | G. Chelem | NC $         | Terre (ext.) | Max Decugis Jacques Worth               |                                      | NC                         | Tableau |
| 13                                           | 1903       | Championnat de France, Paris    | G. Chelem | NC $         | Terre (ext.) | Max Decugis Jacques Worth               | André Vacherot Marcel Vacherot       | 8-6, 6-4, ab.              | Tableau |
| 14                                           | 1904       | Championnat de France, Paris    | G. Chelem | NC $         | Terre (ext.) | Max Decugis Maurice Germot              |                                      | NC                         | Tableau |
| 15                                           | 1905       | Championnat de France, Paris    | G. Chelem | NC $         | Terre (ext.) | Max Decugis Jacques Worth               |                                      | NC                         | Tableau |
| 16                                           | 1906       | Championnat de France, Paris    | G. Chelem | NC $         | Terre (ext.) | Max Decugis Maurice Germot              |                                      | NC                         | Tableau |
| 17                                           | 1907       | Championnat de France, Paris    | G. Chelem | NC $         | Terre (ext.) | Max Decugis Maurice Germot              | G. Siry Robert Wallet                | 6-4, 6-2, 6-1              | Tableau |
| 18                                           | 1908       | Championnat de France, Paris    | G. Chelem | NC $         | Terre (ext.) | Max Decugis Maurice Germot              |                                      | NC                         | Tableau |
| 19                                           | 1909       | Championnat de France, Bordeaux | G. Chelem | NC $         | Terre (ext.) | Max Decugis Maurice Germot              |                                      | NC                         | Tableau |
| 20                                           | 1910       | Championnat de France, Paris    | G. Chelem | NC $         | Terre (ext.) | Marcel Dupont Maurice Germot            |                                      | NC                         | Tableau |
| 21                                           | 1911       | Championnat de France, Paris    | G. Chelem | NC $         | Terre (ext.) | Max Decugis Maurice Germot              | André Gobert William Laurentz        | 6-3, 6-4, 7-5              | Tableau |
| 22                                           | 1912       | Championnat de France, Paris    | G. Chelem | NC $         | Terre (ext.) | Max Decugis Maurice Germot              |                                      | NC                         | Tableau |
| 23                                           | 1913       | Championnat de France, Paris    | G. Chelem | NC $         | Terre (ext.) | Max Decugis Maurice Germot              | Albert Canet William Laurentz        | 6-4, 2-6, 6-2, 6-8, 6-2    | Tableau |
| 24                                           | 17-06-1914 | Championnat de France, Paris    | G. Chelem | NC $         | Terre (ext.) | Max Decugis Maurice Germot              | William Laurentz Ludwig von Salm     | 6-4, 6-4, 4-6, 4-6, 6-4    | Tableau |
| 25                                           | 05-06-1920 | Championnat de France, Paris    | G. Chelem | NC $         | Terre (ext.) | Max Decugis Maurice Germot              |                                      | NC                         | Tableau |
| 26                                           | 12-05-1921 | Championnat de France, Paris    | G. Chelem | NC $         | Terre (ext.) | André Gobert William Laurentz           |                                      | NC                         | Tableau |
| 27                                           | 03-06-1922 | Championnat de France, Paris    | G. Chelem | NC $         | Terre (ext.) | Jacques Brugnon Marcel Dupont           |                                      | NC                         | Tableau |
| 28                                           | 1923       | Championnat de France, Paris    | G. Chelem | NC $         | Terre (ext.) | Jean-François Blanchy Jean Samazeuilh   |                                      | NC                         | Tableau |
| 29                                           | 1924       | Championnat de France, Paris    | G. Chelem | NC $         | Terre (ext.) | Jean Borotra René Lacoste               |                                      | NC                         | Tableau |
| Internationaux de France amateurs            |            |                                 |           |              |              |                                         |                                      |                            |         |
| 30                                           | 27-05-1925 | Internationaux de France, Paris | G. Chelem | NC $         | Terre (ext.) | Jean Borotra René Lacoste               | Henri Cochet Jacques Brugnon         | 7-5, 4-6, 6-3, 2-6, 6-3    | Tableau |
| 31                                           | 02-06-1926 | Internationaux de France, Paris | G. Chelem | NC $         | Terre (ext.) | Vincent Richards Howard Kinsey          | Henri Cochet Jacques Brugnon         | 6-4, 6-1, 4-6, 6-4         | Tableau |
| 32                                           | 24-05-1927 | Internationaux de France, Paris | G. Chelem | NC $         | Terre (ext.) | Henri Cochet Jacques Brugnon            | Jean Borotra René Lacoste            | 2-6, 6-2, 6-0, 1-6, 6-4    | Tableau |
| 33                                           | 20-05-1928 | Internationaux de France, Paris | G. Chelem | NC $         | Terre (ext.) | Jean Borotra Jacques Brugnon            | Henri Cochet René de Buzelet         | 6-4, 3-6, 6-2, 3-6, 6-4    | Tableau |
| 34                                           | 20-05-1929 | Internationaux de France, Paris | G. Chelem | NC $         | Terre (ext.) | René Lacoste Jean Borotra               | Henri Cochet Jacques Brugnon         | 6-3, 3-6, 6-3, 3-6, 8-6    | Tableau |
| 35                                           | 15-05-1930 | Internationaux de France, Paris | G. Chelem | NC $         | Terre (ext.) | Henri Cochet Jacques Brugnon            | Harry Hopman Jim Willard             | 6-3, 9-7, 6-3              | Tableau |
| 36                                           | 25-05-1931 | Internationaux de France, Paris | G. Chelem | NC $         | Terre (ext.) | George Lott John Van Ryn                | Vernon Kirby Norman Farquharson      | 6-4, 6-3, 6-4              | Tableau |
| 37                                           | 22-05-1932 | Internationaux de France, Paris | G. Chelem | NC $         | Terre (ext.) | Henri Cochet Jacques Brugnon            | Christian Boussus Marcel Bernard     | 6-4, 3-6, 7-5, 6-3         | Tableau |
| 38                                           | 22-05-1933 | Internationaux de France, Paris | G. Chelem | NC $         | Terre (ext.) | Patrick Hughes Fred Perry               | Adrian Quist Vivian McGrath          | 6-2, 6-4, 2-6, 7-5         | Tableau |
| 39                                           | 23-05-1934 | Internationaux de France, Paris | G. Chelem | NC $         | Terre (ext.) | Jean Borotra Jacques Brugnon            | Jack Crawford Vivian McGrath         | 11-9, 6-3, 2-6, 4-6, 9-7   | Tableau |
| 40                                           | 20-05-1935 | Internationaux de France, Paris | G. Chelem | NC $         | Terre (ext.) | Jack Crawford Adrian Quist              | Vivian McGrath Donald Turnbull       | 6-1, 6-4, 6-2              | Tableau |
| 41                                           | 19-05-1936 | Internationaux de France, Paris | G. Chelem | NC $         | Terre (ext.) | Jean Borotra Marcel Bernard             | Raymond Tuckey Patrick Hughes        | 6-2, 3-6, 9-7, 6-1         | Tableau |
| 42                                           | 18-05-1937 | Internationaux de France, Paris | G. Chelem | NC $         | Terre (ext.) | Gottfried von Cramm Henner Henkel       | Norman Farquharson Vernon Kirby      | 6-4, 7-5, 3-6, 6-1         | Tableau |
| 43                                           | 02-06-1938 | Internationaux de France, Paris | G. Chelem | NC $         | Terre (ext.) | Bernard Destremau Yvon Petra            | Donald Budge Gene Mako               | 3-6, 6-3, 9-7, 6-1         | Tableau |
| 44                                           | 08-06-1939 | Internationaux de France, Paris | G. Chelem | NC $         | Terre (ext.) | Don McNeill Charles Harris              | Jean Borotra Jacques Brugnon         | 4-6, 6-4, 6-0, 2-6, 10-8   | Tableau |
| 45                                           | 18-07-1946 | Internationaux de France, Paris | G. Chelem | NC $         | Terre (ext.) | Marcel Bernard Yvon Petra               | Enrique Morea Pancho Segura          | 7-5, 6-3, 0-6, 1-6, 10-8   | Tableau |
| 46                                           | 14-07-1947 | Internationaux de France, Paris | G. Chelem | NC $         | Terre (ext.) | Eustace Fannin Eric Sturgess            | Tom Brown Bill Sidwell               | 6-4, 4-6, 6-4, 6-3         | Tableau |
| 47                                           | 19-05-1948 | Internationaux de France, Paris | G. Chelem | NC $         | Terre (ext.) | Lennart Bergelin Jaroslav Drobný        | Harry Hopman Frank Sedgman           | 8-6, 6-1, 12-10            | Tableau |
| 48                                           | 18-05-1949 | Internationaux de France, Paris | G. Chelem | NC $         | Terre (ext.) | Pancho Gonzales Frank Parker            | Eustace Fannin Eric Sturgess         | 6-3, 8-6, 5-7, 6-3         | Tableau |
| 49                                           | 24-05-1950 | Internationaux de France, Paris | G. Chelem | NC $         | Terre (ext.) | Bill Talbert Tony Trabert               | Jaroslav Drobný Eric Sturgess        | 6-2, 1-6, 10-8, 6-2        | Tableau |
| 50                                           | 23-05-1951 | Internationaux de France, Paris | G. Chelem | NC $         | Terre (ext.) | Ken McGregor Frank Sedgman              | Gardnar Mulloy Dick Savitt           | 6-2, 2-6, 9-7, 7-5         | Tableau |
| 51                                           | 20-05-1952 | Internationaux de France, Paris | G. Chelem | NC $         | Terre (ext.) | Ken McGregor Frank Sedgman              | Gardnar Mulloy Dick Savitt           | 6-3, 6-4, 6-4              | Tableau |
| 52                                           | 20-05-1953 | Internationaux de France, Paris | G. Chelem | NC $         | Terre (ext.) | Lew Hoad Ken Rosewall                   | Mervyn Rose Clive Wilderspin         | 6-2, 6-1, 6-1              | Tableau |
| 53                                           | 17-05-1954 | Internationaux de France, Paris | G. Chelem | NC $         | Terre (ext.) | Vic Seixas Tony Trabert                 | Lew Hoad Ken Rosewall                | 6-4, 6-2, 6-1              | Tableau |
| 54                                           | 23-05-1955 | Internationaux de France, Paris | G. Chelem | NC $         | Terre (ext.) | Vic Seixas Tony Trabert                 | Nicola Pietrangeli Orlando Sirola    | 6-1, 4-6, 6-2, 6-4         | Tableau |
| 55                                           | 15-05-1956 | Internationaux de France, Paris | G. Chelem | NC $         | Terre (ext.) | Don Candy Robert Perry                  | Ashley Cooper Lew Hoad               | 7-5, 6-3, 6-3              | Tableau |
| 56                                           | 20-05-1957 | Internationaux de France, Paris | G. Chelem | NC $         | Terre (ext.) | Malcolm Anderson Ashley Cooper          | Don Candy Mervyn Rose                | 6-3, 6-0, 6-3              | Tableau |
| 57                                           | 20-05-1958 | Internationaux de France, Paris | G. Chelem | NC $         | Terre (ext.) | Ashley Cooper Neale Fraser              | Robert Howe Abe Segal                | 3-6, 8-6, 6-3, 7-5         | Tableau |
| 58                                           | 19-05-1959 | Internationaux de France, Paris | G. Chelem | NC $         | Terre (ext.) | Orlando Sirola Nicola Pietrangeli       | Roy Emerson Neale Fraser             | 6-3, 6-2, 14-12            | Tableau |
| 59                                           | 17-05-1960 | Internationaux de France, Paris | G. Chelem | NC $         | Terre (ext.) | Roy Emerson Neale Fraser                | José Luis Arilla Andrés Gimeno       | 6-2, 8-10, 7-5, 6-4        | Tableau |
| 60                                           | 15-05-1961 | Internationaux de France, Paris | G. Chelem | NC $         | Terre (ext.) | Roy Emerson Rod Laver                   | Robert Howe Bob Mark                 | 3-6, 6-1, 6-1, 6-4         | Tableau |
| 61                                           | 21-05-1962 | Internationaux de France, Paris | G. Chelem | NC $         | Terre (ext.) | Roy Emerson Neale Fraser                | Wilhelm Bungert Christian Kuhnke     | 6-3, 6-4, 7-5              | Tableau |
| 62                                           | 13-05-1963 | Internationaux de France, Paris | G. Chelem | NC $         | Terre (ext.) | Roy Emerson Manuel Santana              | Gordon Forbes Abe Segal              | 6-2, 6-4, 6-4              | Tableau |
| 63                                           | 18-05-1964 | Internationaux de France, Paris | G. Chelem | NC $         | Terre (ext.) | Roy Emerson Ken Fletcher                | John Newcombe Tony Roche             | 7-5, 6-3, 3-6, 7-5         | Tableau |
| 64                                           | 17-05-1965 | Internationaux de France, Paris | G. Chelem | NC $         | Terre (ext.) | Roy Emerson Fred Stolle                 | Ken Fletcher Bob Hewitt              | 6-8, 6-3, 8-6, 6-2         | Tableau |
| 65                                           | 23-05-1966 | Internationaux de France, Paris | G. Chelem | NC $         | Terre (ext.) | Clark Graebner Dennis Ralston           | Ilie Năstase Ion Țiriac              | 6-3, 6-3, 6-0              | Tableau |
| 66                                           | 22-05-1967 | Internationaux de France, Paris | G. Chelem | NC $         | Terre (ext.) | John Newcombe Tony Roche                | Roy Emerson Ken Fletcher             | 6-3, 9-7, 12-10            | Tableau |
| Ère Open                                     |            |                                 |           |              |              |                                         |                                      |                            |         |
| 67                                           | 27-05-1968 | Internationaux de France, Paris | G. Chelem | NC $         | Terre (ext.) | Ken Rosewall Fred Stolle                | Roy Emerson Rod Laver                | 6-3, 6-4, 6-3              | Tableau |
| 68                                           | 26-05-1969 | Internationaux de France, Paris | G. Chelem | NC $         | Terre (ext.) | John Newcombe Tony Roche                | Roy Emerson Rod Laver                | 4-6, 6-1, 3-6, 6-4, 6-4    | Tableau |
| 69                                           | 26-05-1970 | Internationaux de France, Paris | G. Chelem | NC $         | Terre (ext.) | Ilie Năstase Ion Țiriac                 | Arthur Ashe Charlie Pasarell         | 6-2, 6-4, 6-3              | Tableau |
| 70                                           | 31-05-1971 | Roland-Garros, Paris            | G. Chelem | NC $         | Terre (ext.) | Arthur Ashe Marty Riessen               | Tom Gorman Stan Smith                | 6-8, 4-6, 6-3, 6-4, 11-9   | Tableau |
| 71                                           | 22-05-1972 | Roland-Garros, Paris            | G. Chelem | NC $         | Terre (ext.) | Bob Hewitt Frew McMillan                | Patricio Cornejo Jaime Fillol        | 6-3, 8-6, 3-6, 6-1         | Tableau |
| 72                                           | 21-05-1973 | Roland-Garros, Paris            | G. Chelem | NC $         | Terre (ext.) | John Newcombe Tom Okker                 | Jimmy Connors Ilie Năstase           | 6-1, 3-6, 6-3, 5-7, 6-4    | Tableau |
| 73                                           | 03-06-1974 | Roland-Garros, Paris            | G. Chelem | NC $         | Terre (ext.) | Dick Crealy Onny Parun                  | Stan Smith Robert Lutz               | 6-3, 6-2, 3-6, 5-7, 6-1    | Tableau |
| 74                                           | 02-06-1975 | Roland-Garros, Paris            | G. Chelem | NC $         | Terre (ext.) | Brian Gottfried Raúl Ramírez            | John Alexander Phil Dent             | 6-2, 2-6, 6-2, 6-4         | Tableau |
| 75                                           | 31-05-1976 | Roland-Garros, Paris            | G. Chelem | NC $         | Terre (ext.) | Fred McNair Sherwood Stewart            | Brian Gottfried Raúl Ramírez         | 7-66, 6-3, 6-1             | Tableau |
| 76                                           | 23-05-1977 | Roland-Garros, Paris            | G. Chelem | NC $         | Terre (ext.) | Brian Gottfried Raúl Ramírez            | Wojtek Fibak Jan Kodeš               | 7-6, 4-6, 6-3, 6-4         | Tableau |
| 77                                           | 29-05-1978 | Roland-Garros, Paris            | G. Chelem | NC $         | Terre (ext.) | Gene Mayer Hank Pfister                 | José Higueras Manuel Orantes         | 6-3, 6-2, 6-2              | Tableau |
| 78                                           | 28-05-1979 | Roland-Garros, Paris            | G. Chelem | NC $         | Terre (ext.) | Gene Mayer Sandy Mayer                  | Ross Case Phil Dent                  | 6-4, 6-4, 6-4              | Tableau |
| 79                                           | 26-05-1980 | Roland-Garros, Paris            | G. Chelem | NC $         | Terre (ext.) | Victor Amaya Hank Pfister               | Brian Gottfried Raúl Ramírez         | 1-6, 6-4, 6-4, 6-3         | Tableau |
| 80                                           | 25-05-1981 | Roland-Garros, Paris            | G. Chelem | NC $         | Terre (ext.) | Heinz Günthardt Balázs Taróczy          | Terry Moor Eliot Teltscher           | 6-2, 7-6, 6-3              | Tableau |
| 81                                           | 24-05-1982 | Roland-Garros, Paris            | G. Chelem | NC $         | Terre (ext.) | Sherwood Stewart Ferdi Taygan           | Hans Gildemeister Belus Prajoux      | 7-5, 6-3, 1-1, ab.         | Tableau |
| 82                                           | 23-05-1983 | Roland-Garros, Paris            | G. Chelem | NC $         | Terre (ext.) | Anders Järryd Hans Simonsson            | Mark Edmondson Sherwood Stewart      | 7-64, 6-4, 6-2             | Tableau |
| 83                                           | 28-05-1984 | Roland-Garros, Paris            | G. Chelem | NC $         | Terre (ext.) | Henri Leconte Yannick Noah              | Pavel Složil Tomáš Šmíd              | 6-4, 2-6, 3-6, 6-3, 6-2    | Tableau |
| 84                                           | 27-05-1985 | Roland-Garros, Paris            | G. Chelem | NC $         | Terre (ext.) | Mark Edmondson Kim Warwick              | Shlomo Glickstein Hans Simonsson     | 6-3, 6-4, 6-7, 6-3         | Tableau |
| 85                                           | 26-05-1986 | Roland-Garros, Paris            | G. Chelem | NC $         | Terre (ext.) | John Fitzgerald Tomáš Šmíd              | Stefan Edberg Anders Järryd          | 6-3, 4-6, 6-3, 64-7, 14-12 | Tableau |
| 86                                           | 25-05-1987 | Roland-Garros, Paris            | G. Chelem | NC $         | Terre (ext.) | Anders Järryd Robert Seguso             | Guy Forget Yannick Noah              | 6-7, 6-7, 6-3, 6-4, 6-2    | Tableau |
| 87                                           | 23-05-1988 | Roland-Garros, Paris            | G. Chelem | NC $         | Terre (ext.) | Andrés Gómez Emilio Sánchez             | John Fitzgerald Anders Järryd        | 6-3, 68-7, 6-4, 6-3        | Tableau |
| 88                                           | 29-05-1989 | Roland-Garros, Paris            | G. Chelem | NC $         | Terre (ext.) | Jim Grabb Patrick McEnroe               | Mansour Bahrami Éric Winogradsky     | 6-4, 2-6, 6-4, 7-65        | Tableau |
| 89                                           | 28-05-1990 | Roland-Garros, Paris            | G. Chelem | NC $         | Terre (ext.) | Sergio Casal Emilio Sánchez             | Goran Ivanišević Petr Korda          | 7-5, 6-3                   | Tableau |
| 90                                           | 27-05-1991 | Roland-Garros, Paris            | G. Chelem | NC $         | Terre (ext.) | John Fitzgerald Anders Järryd           | Rick Leach Jim Pugh                  | 6-0, 7-62                  | Tableau |
| 91                                           | 25-05-1992 | Roland-Garros, Paris            | G. Chelem | NC $         | Terre (ext.) | Jakob Hlasek Marc Rosset                | David Adams Andreï Olhovskiy         | 7-64, 63-7, 7-5            | Tableau |
| 92                                           | 24-05-1993 | Roland-Garros, Paris            | G. Chelem | NC $         | Terre (ext.) | Luke Jensen Murphy Jensen               | Marc-Kevin Goellner David Prinosil   | 6-4, 64-7, 6-4             | Tableau |
| 93                                           | 23-05-1994 | Roland-Garros, Paris            | G. Chelem | NC $         | Terre (ext.) | Byron Black Jonathan Stark              | Jan Apell Jonas Björkman             | 6-4, 7-65                  | Tableau |
| 94                                           | 29-05-1995 | Roland-Garros, Paris            | G. Chelem | NC $         | Terre (ext.) | Jacco Eltingh Paul Haarhuis             | Nicklas Kulti Magnus Larsson         | 63-7, 6-4, 6-1             | Tableau |
| 95                                           | 27-05-1996 | Roland-Garros, Paris            | G. Chelem | NC $         | Terre (ext.) | Ievgueni Kafelnikov Daniel Vacek        | Guy Forget Jakob Hlasek              | 6-2, 6-3                   | Tableau |
| 96                                           | 26-05-1997 | Roland-Garros, Paris            | G. Chelem | NC $         | Terre (ext.) | Ievgueni Kafelnikov Daniel Vacek        | Mark Woodforde Todd Woodbridge       | 7-612, 4-6, 6-3            | Tableau |
| 97                                           | 25-05-1998 | Roland-Garros, Paris            | G. Chelem | NC $         | Terre (ext.) | Jacco Eltingh Paul Haarhuis             | Daniel Nestor Mark Knowles           | 6-3, 3-6, 6-3              | Tableau |
| 98                                           | 24-05-1999 | Roland-Garros, Paris            | G. Chelem | NC $         | Terre (ext.) | Mahesh Bhupathi Leander Paes            | Goran Ivanišević Jeff Tarango        | 6-2, 7-5                   | Tableau |
| 99                                           | 29-05-2000 | Roland-Garros, Paris            | G. Chelem | NC $         | Terre (ext.) | Mark Woodforde Todd Woodbridge          | Paul Haarhuis Sandon Stolle          | 7-6, 6-4                   | Tableau |
| 100                                          | 28-05-2001 | Roland-Garros, Paris            | G. Chelem | 4 700 806 $  | Terre (ext.) | Mahesh Bhupathi Leander Paes            | Petr Pála Pavel Vízner               | 7-6, 6-3                   | Tableau |
| 101                                          | 27-05-2002 | Roland-Garros, Paris            | G. Chelem | 5 268 536 $  | Terre (ext.) | Paul Haarhuis Ievgueni Kafelnikov       | Mark Knowles Daniel Nestor           | 7-5, 6-4                   | Tableau |
| 102                                          | 26-05-2003 | Roland-Garros, Paris            | G. Chelem | 7 202 717 $  | Terre (ext.) | Bob Bryan Mike Bryan                    | Paul Haarhuis Ievgueni Kafelnikov    | 7-63, 6-3                  | Tableau |
| 103                                          | 24-05-2004 | Roland-Garros, Paris            | G. Chelem | 7 462 318 $  | Terre (ext.) | Xavier Malisse Olivier Rochus           | Michaël Llodra Fabrice Santoro       | 7-5, 7-5                   | Tableau |
| 104                                          | 23-05-2005 | Roland-Garros, Paris            | G. Chelem | 7 992 394 $  | Terre (ext.) | Jonas Björkman Max Mirnyi               | Bob Bryan Mike Bryan                 | 2-6, 6-1, 6-4              | Tableau |
| 105                                          | 29-05-2006 | Roland-Garros, Paris            | G. Chelem | 8 543 691 $  | Terre (ext.) | Jonas Björkman Max Mirnyi               | Bob Bryan Mike Bryan                 | 65-7, 6-4, 7-5             | Tableau |
| 106                                          | 28-05-2007 | Roland-Garros, Paris            | G. Chelem | 9 334 932 $  | Terre (ext.) | Mark Knowles Daniel Nestor              | Lukáš Dlouhý Pavel Vízner            | 2-6, 6-3, 6-4              | Tableau |
| 107                                          | 25-05-2008 | Roland-Garros, Paris            | G. Chelem | 7 077 680 €  | Terre (ext.) | Pablo Cuevas Luis Horna                 | Nenad Zimonjić Daniel Nestor         | 6-2, 6-3                   | Tableau |
| 108                                          | 24-05-2009 | Roland-Garros, Paris            | G. Chelem | 7 322 320 €  | Terre (ext.) | Lukáš Dlouhý Leander Paes               | Wesley Moodie Dick Norman            | 3-6, 6-3, 6-2              | Tableau |
| 109                                          | 23-05-2010 | Roland-Garros, Paris            | G. Chelem | 7 580 800 €  | Terre (ext.) | Nenad Zimonjić Daniel Nestor            | Lukáš Dlouhý Leander Paes            | 7-5, 6-2                   | Tableau |
| 110                                          | 22-05-2011 | Roland-Garros, Paris            | G. Chelem | 7 884 000 €  | Terre (ext.) | Max Mirnyi Daniel Nestor                | Juan Sebastián Cabal Eduardo Schwank | 7-63, 3-6, 6-4             | Tableau |
| 111                                          | 27-05-2012 | Roland-Garros, Paris            | G. Chelem | 8 487 000 €  | Terre (ext.) | Max Mirnyi Daniel Nestor                | Bob Bryan Mike Bryan                 | 6-4, 6-4                   | Tableau |
| 112                                          | 26-05-2013 | Roland-Garros, Paris            | G. Chelem | 10 104 000 € | Terre (ext.) | Bob Bryan Mike Bryan                    | Michaël Llodra Nicolas Mahut         | 6-4, 4-6, 7-64             | Tableau |
| 113                                          | 25-05-2014 | Roland-Garros, Paris            | G. Chelem | 11 552 000 € | Terre (ext.) | Julien Benneteau Édouard Roger-Vasselin | Marcel Granollers Marc López         | 6-3, 7-61                  | Tableau |
| 114                                          | 26-05-2015 | Roland-Garros, Paris            | G. Chelem | 13 008 000 € | Terre (ext.) | Ivan Dodig Marcelo Melo                 | Bob Bryan Mike Bryan                 | 65-7, 7-65, 7-5            | Tableau |
| 115                                          | 24-05-2016 | Roland-Garros, Paris            | G. Chelem | 16 008 750 € | Terre (ext.) | Feliciano López Marc López              | Bob Bryan Mike Bryan                 | 6-4, 66-7, 6-3             | Tableau |
| 116                                          | 30-05-2017 | Roland-Garros, Paris            | G. Chelem | 16 790 000 € | Terre (ext.) | Ryan Harrison Michael Venus             | Santiago González Donald Young       | 7-65, 64-7, 6-3            | Tableau |
| 117                                          | 29-05-2018 | Roland-Garros, Paris            | G. Chelem | 18 232 000 € | Terre (ext.) | Pierre-Hugues Herbert Nicolas Mahut     | Oliver Marach Mate Pavić             | 6-2, 7-64                  | Tableau |
| 118                                          | 28-05-2019 | Roland-Garros, Paris            | G. Chelem | 20 060 000 € | Terre (ext.) | Kevin Krawietz Andreas Mies             | Fabrice Martin Jérémy Chardy         | 6-2, 7-63                  | Tableau |
| 119                                          | 27-09-2020 | Roland-Garros, Paris            | G. Chelem | 18 209 040 € | Terre (ext.) | Kevin Krawietz Andreas Mies             | Mate Pavić Bruno Soares              | 6-3, 7-5                   | Tableau |
| 120                                          | 30-05-2021 | Roland-Garros, Paris            | G. Chelem | 17 171 108 € | Terre (ext.) | Pierre-Hugues Herbert Nicolas Mahut     | Alexander Bublik Andrey Golubev      | 4-6, 7-61, 6-4             | Tableau |
| 121                                          | 24-05-2022 | Roland-Garros, Paris            | G. Chelem | 21 256 800 € | Terre (ext.) | Marcelo Arévalo Jean-Julien Rojer       | Ivan Dodig Austin Krajicek           | 64-7, 7-65, 6-3            | Tableau |
| 122                                          | 28-05-2023 | Roland-Garros, Paris            | G. Chelem | 23 115 000 € | Terre (ext.) | Ivan Dodig Austin Krajicek              | Sander Gillé Joran Vliegen           | 6-3, 6-1                   | Tableau |
| 123                                          | 29-05-2024 | Roland-Garros, Paris            | G. Chelem | 24 961 000 € | Terre (ext.) | Marcelo Arévalo Mate Pavić              | Simone Bolelli Andrea Vavassori      | 7-5, 6-3                   | Tableau |